# Клип (река)
Клип (африк. Kliprivieren, англ. Klip River) — река в южной Африке, протекает на территории Южно-Африканской Республики в провинции Гаутенг. Является основной водной артерией Йоханнесбурга и одним из крупнейших притоков реки Вааль.

## Описание
Река Клип берёт своё начало среди золотых приисков к югу от города Крюгерсдорп, протекает на юго-восток через Соуэто и южную часть Йоханнесбурга, затем поворачивает на юг и протекает через Мэертон. Клип впадает в реку Вааль в районе города Три Риверс. Клип входит в речную систему Клип → Вааль → Оранжевая. Половодье на реке наблюдается в ноябре — феврале (летом).
Самым большим притоком Клипа является Лангкуилспруит.
Река очень загрязнена городскими стоками, отсутствие инфраструктуры обслуживания позволило отходам течь в реку ежедневно, что снижает качество питьевой воды и приводит к вспышкам различных заболеваний.
На реке практикуется плавание на каноэ.
По названию реки названа железнодорожная станция и несколько улиц в ЮАР.